# 金子哲雄
金子 哲雄（かねこ てつお、1971年4月30日 - 2012年10月2日）は、日本の流通ジャーナリスト、プライスアナリスト、中小企業診断士（経済産業大臣登録）。各種メディアに登場する際には、肩書きを「流通ジャーナリスト」に統一していた。マネージメント事務所は株式会社オフィス・トゥー・ワン。独特の口調と親しみやすいキャラクターで人気を集めた。

## 人物
千葉県生まれの神奈川県横浜市育ち。子供の頃より、スーパーマーケットのチラシを比較するのが好きだった。そのことが流通ジャーナリストになる理由になった。慶應義塾高等学校を経て、慶應義塾大学文学部へ進学。4人姉弟の長男で姉二人と弟一人がいたが、いずれも幼くして病死したため、姉弟のぶんも生きようと意識していたという。
大学卒業後の1994年に、株式会社ジャパンエナジーへ入社した。同社と競合する石油会社系列のガソリンスタンドを対象に、ガソリンなどの店頭価格調査に従事していた。しかし、10億円以上の資産を持つ顧客との人脈を築いたことなどをきっかけに、入社からわずか1年でコンサルタントとして独立。1999年からは、「流通ジャーナリスト（兼プライスアナリスト）」という肩書きで、価格調査のセンスやノウハウを生かした記事を流通専門誌や女性誌へ執筆するようになった。小沢一郎政治塾の4期生だった。2009年、京都産業大学大学院経済学研究科（通信教育課程）を修了。
2008年頃から、テレビ・ラジオへの出演を開始。2010年には、レギュラー番組4本の出演を果たした。
一般社団法人丸の内買物研究所の主席研究員を務めた。かつては自身の造語である「国際値切リスト（こくさいねぎリスト）」という肩書を用いていた。
主な著書に、『「値切り」のマジック』（講談社）、『超三流主義』（扶桑社）、『「激安」のからくり』（中公新書ラクレ）などがある。
同業者の間では、通常の氏名・連絡先に加え、似顔絵・スケジュール・月ごとに更新されるプロフィールなどを記入し通常サイズより2倍横長の、週替わりの手製の名刺が評判だった。
2012年10月2日午前1時18分、肺カルチノイドのため、東京都内の自宅で死去。41歳没。金子の訃報に接し、生前に交友があった者たちが追悼のメッセージを発表している。同年11月22日、生前に書き上げた著書『僕の死に方 エンディングダイアリー500日』が出版された。

### 闘病生活
死因となった肺カルチノイドは、生前中は公表されなかった。自覚症状は断続的な咳から始まり、CTスキャンで病気が明らかになった。病気が判明したのは2011年6月頃で、親族や事務所関係者、同じ事務所所属で医師でもあるおおたわ史絵などが知っているのみだった。
病名判明以前より相談されていたおおたわは、肺のイラストを見せられたときに精密検査を助言したが、その時点で腫瘍が大きく、手術ができない状況だった。また、亡くなる2週間前に金子からおおたわに送られた電子メールには「立派な千秋楽を迎えようと思います」と記されていた。病状の進行を抑えるために、『ニンジン12本・グレープフルーツ2個・オレンジ2個・レモン1個』による、特製の野菜ジュースによる免疫力の向上などを行い、病気が判明した2011年8月頃のインタビューでも答えている。
2012年に入った頃から体が急激にやせ、ウェブ上でも話題になっていたが、睡眠時無呼吸症候群改善のために、食事療法による13キロのダイエットを行ったと話し、病気の事実を隠した。
最後のテレビ生出演は、2012年7月11日に放送されたABCテレビの番組『おはよう朝日です』。また同年8月13日に放送されたラジオ番組『垣花正のあなたとハッピー!』（ニッポン放送）では、スタジオに酸素吸入器を持ち込み、鼻に管を通した状態で生出演していた。
Twitterの更新は2012年9月28日まで、亡くなる前日の10月1日まで雑誌取材に応じ、死の直前まで仕事をしていた。

### 葬儀
存命中、葬儀場や葬儀屋などの葬儀の進行や墓の手配、さらには仕出しなどの準備を自ら行い、2012年9月8日にはケイ・グラントに葬儀の司会を依頼するなどした。通夜は2012年10月4日、葬儀と告別式は翌5日に、東京タワーの隣にある心光院で催された。遺影は、同年4月にそのために撮影されたもので、棺に遺影と同じ服装で納められた。棺の中には、夫婦で長崎県を旅行した時の写真・セブン-イレブンのメロンパンなどが納められた。通夜では生前、金子自ら用意した手紙が参列者に配られた。戒名は『慈雲院殿應救哲心居士（）』。埋葬場所は、心光院の共同供養塔に埋葬される予定になっている。葬儀会場と埋葬地は、東京タワーが情報発信地を意味し、東京タワースタジオは自身が多くの収録を行った地であること、そしてタワーを見たら金子を思い出してもらいたいという願いを意味している。存命時から葬儀等の準備をしていたことについて「終活」の例としてマスコミなどで報道された。

## 過去の出演番組

### テレビ

#### 日本テレビ
- おもいッきりDON!
- ズームイン!!SUPER
- 真相報道 バンキシャ!
- おもいッきりイイ!!テレビ
- NNN Newsリアルタイム
- NEWS ZERO
- スッキリ!!
- メレンゲの気持ち
- 行列のできる法律相談所
- 踊る!さんま御殿!!
- 嵐にしやがれ
- さんま&SMAP!美女と野獣のクリスマススペシャル
- スクール革命!

#### TBS
- サンデージャポン
- ひるおび!
- 2時っチャオ!
- ピンポン!
- はなまるマーケット
- 金曜日のスマたちへ
- がっちりアカデミー!!

#### フジテレビ
- めざにゅ〜
- めざましテレビ
- 情報プレゼンター とくダネ!
- ノンストップ!
- 新報道2001
- ホンマでっか!?TV[32]
- HEY!HEY!HEY! MUSIC CHAMP

#### テレビ朝日
- スーパーモーニング
- ワイド!スクランブル
- スーパーJチャンネル
- 学べる!!ニュースショー!
- ビートたけしのTVタックル
- やじうまプラス

#### テレビ東京
- たけしのニッポンのミカタ!
- レディス4
- ワールドビジネスサテライト

#### MBS
- 知っとこ!
- せやねん!
- ちちんぷいぷい (テレビ番組)

#### 読売テレビ
- たかじんのそこまで言って委員会
- 情報ライブ ミヤネ屋
- かんさい情報ネットten!
- ダウンタウンDX
- 愛の修羅バラ!
- 上沼・高田のクギズケ!

#### 関西テレビ
- あっぷ&UP!
- 世間の裏側のぞき見バラエティ ウラマヨ!
- モモコのOH!ソレ!み〜よ!
- 偉人変人たかじん
- プライスバラエティ ナンボDEなんぼ

#### ABC
- 今ちゃんの「実は…」
- おはよう朝日です

#### テレビ大阪
- たかじんNOマネー〜人生は金時なり〜

#### 東海テレビ
- ぷれサタ!

#### 中京テレビ
- 幸せの黄色い仔犬

#### CBC
- お宝発信タワー DAI-NAMO

#### 名古屋テレビ
- 芸能人名古屋移住計画!?夢の住まいさがし

#### 北海道文化放送
- U型テレビ

#### RKB毎日放送
- 豆ごはん。

### ラジオ

#### ニッポン放送
- 垣花正のあなたとハッピー!

#### TBSラジオ
- 荒川強啓 デイ・キャッチ!

#### ABC
- ドッキリ!ハッキリ!三代澤康司です

#### 九州朝日放送
- 武内裕之That's On Time

#### RKB毎日放送
- あべちゃんトシ坊!こりない二人

## 著書
- 学校では教えてくれないお金の話（14歳の世渡り術）
- これでわかった!!値段のカラクリ
- 「激安」のからくり
- ボクの教科書はチラシだった
- 超三流主義
- 「値切り」のマジック
- 今どき儲かる商店街
- おみくじの原価は1円!
- お金をかけない人ほど、新しい仕事はうまくいく
- ジャパネットたかた おもわず買いたくなるしゃべりの秘密
- 買の法則、売りの法則 街が教える繁盛への道
- 世界の売り場からfrom New York
- 茨城県における酒造業集積の形成過程と現状の課題
- 僕の死に方 エンディングダイアリー500日（小学館、2012年11月）ISBN 9784093965200 → のち文庫（2014年2月）